# Franc Hvasti
Franc Hvasti (* 16. Januar 1944 in Ljubljana; † 2. November 2023 in Slowenien) war ein jugoslawischer Radrennfahrer und nationaler Meister im Radsport.

## Sportliche Laufbahn
Hvasti wurde im slowenischen Teil Jugoslawiens geboren und war Mitglied der Nationalmannschaft Jugoslawiens im Straßenradsport. Er begann mit dem Radsport im Verein Mladost Kranj Cycling Club. Mit dreizehn Jahren konnte er sich sein erstes Rad kaufen und mit dem Training beginnen. Mit neunzehn Jahren ging er nach Belgrad und wurde während seines Militärdienstes Mitglied im Verein Partizan Belgrad. Acht Jahre war er Mitglied der Nationalmannschaft Jugoslawiens. 1965 hatte er seinen ersten Einsatz für Jugoslawien in der Tour de l’Avenir, die er als 74. beendete. Die Tour de l’Avenir fuhr er viermal. 1968 gewann er die nationale Meisterschaft im Straßenrennen vor Milivoi Pocrnja. 1969 wurde er Dritter der Meisterschaft im Straßenrennen hinter dem Sieger Tanasije Kuvalja. 1968, 1971 und 1973 gewann er das Rennen um den Großen Preis von Kranj. 1971 startete er bei den UCI-Straßen-Weltmeisterschaften der Amateure. 1970 wurde er 40. im Rennen der UCI-Straßen-Weltmeisterschaften. 1971 startete er erneut  bei den UCI-Straßen-Weltmeisterschaften der Amateure. In der Internationalen Friedensfahrt war er 1970 75. geworden.

## Berufliches
Hvasti arbeitete zunächst als Automechaniker. In Ljubljana absolvierte eine Trainerausbildung und studierte zwei Jahre in Bratislava Sport und erwarb später einen Abschluss an der Deutschen Hochschule für Körperkultur in Leipzig. Von 1972 bis 1987 war er Trainer des Radsportklubs Sava Kranj. Acht Jahre war er Trainer der jugoslawischen Nationalmannschaft, später auch vier Jahre Nationaltrainer in Österreich. Viermal war er als Trainer bei den Olympischen Sommerspielen dabei.